# Yvonne Mitchell
Yvonne Mitchell, nome d'arte di Yvonne Frances Joseph (Londra, 7 luglio 1915 – Londra, 24 marzo 1979), è stata un'attrice britannica.

## Biografia
Brillante attrice teatrale, fece il suo debutto cinematografico nel 1949 con il film La donna di picche, diretto da Thorold Dickinson. Raggiunse la notorietà nel 1954, con l'interpretazione di Sonja Slavko ne Il figlio conteso, che le valse il British Academy of Film and Television Arts come migliore attrice britannica e la fece conoscere come interprete di grande intensità.
Il film nel quale si impose definitivamente fu L'adultero (1957), di J. Lee Thompson, nel quale seppe ritrarre il personaggio di una moglie sciatta, disordinata, irritante e iperprotettiva, totalmente priva di attrattive fisiche, che negli anni sessanta sarebbe diventata un modello per diverse altre attrici. Questa prova valse alla Mitchell un riconoscimento al Festival del Cinema di Berlino.
Fu anche un'autrice di commedie e di romanzi di successo. Con la sua commedia The Same Sky, nel 1950 vinse il premio per la "migliore commedia inedita" al Festival della Gran Bretagna.

## Filmografia parziale
- La donna di picche (The Queen of Spades), regia di Thorold Dickinson (1949)
- Appuntamento col destino (Turn the Key Softly), regia di Jack Lee (1953)
- Il figlio conteso (The Divided Heart), regia di Charles Crichton (1954)
- Delitto blu (Escapade), regia di Philip Leacock (1955)
- Gli uomini condannano (Yield to the Night), regia di J. Lee Thompson (1956)
- L'adultero (Woman in a Dressing Gown), regia di J. Lee Thompson (1957)
- Passionate Summer, regia di Rudolph Cartier (1958)
- Questione di vita o di morte (Tiger Bay), regia di J. Lee Thompson (1959)
- Zaffiro nero (Sapphire), regia di Basil Dearden (1959)
- La guerra segreta di suor Katryn (Conspiracy of Hearts), regia di Ralph Thomas (1960)
- Il garofano verde (The Trials of Oscar Wilde), regia di Ken Hughes (1960)
- Johnny Nobody, regia di Nigel Patrick (1961)
- La grande attrazione (The Main Attraction), regia di Daniel Petrie (1962)
- Gengis Khan il conquistatore (Gengis Khan), regia di Henry Levin (1965)
- Il grande valzer (The Great Waltz), regia di Andrew L. Stone (1972)
- Rose rosse per il demonio (Demons of the Mind), regia di Peter Sykes (1972)
- Sarah Bernhardt la più grande attrice di tutti i tempi (The Incredible Sarah), regia di Richard Fleischer (1976)